# 那覇市役所
那覇市役所（なはしやくしょ）は、日本の地方公共団体である那覇市の組織が入る施設（役所）である。

## 概要

### 旧市役所
戦後、那覇市は米軍の管理下に置かれ、住民の立ち入りは禁止されていた。その後、1945年11月に那覇市壷屋地区の窯業関係者たちが立ち入りを許可され、約100人の職人が入市。この際に、壷屋のある民家に事務所が設置された。これが戦後の初めての那覇市役所庁舎である。
その後、現在の国際通りが商業地として発達していく事に対して、市役所庁舎も国際通り付近である現在の牧志公設市場敷地に移転。さらに当時の開南小学校敷地内、旧グランドオリオンホテル敷地内、天妃小学校敷地内と幾度が移転を行っており、最終的に現在地に県内初の大型施設として建設されることになった。宮平建築設計事務所が設計にあたり、1964年2月28日に設計完了した。当時の沖縄において最も高い建物として設計され、前庭に噴水や緑地帯を配置する当時としては新しい試みがなされている。建物本体は善太郎組、電気工事は金城電気、水道工事は永山組が担当した。同年5月27日に地鎮祭が行われ、15か月の工期で完成、1965年に移転した。

### 現市役所
1980年代後半からは、本庁舎の老朽化や耐震不足が問題になった為、移転計画が持ち上がり、那覇新都心に新庁舎建設用の土地を購入し、移転が行われる予定であった。しかし、財政的な問題から頓挫し、建設予定地が売却され、現在地において建て替え計画が進められることとなった。
2009年9月18日の業務をもって本庁舎を閉庁し、連休中に移転作業を行い、同年9月24日から上之屋に建設したプレハブ3棟から構成される仮庁舎に移転し業務を開始。仮庁舎移転後、旧庁舎は建て替えに入り、2009年度末（2010年3月まで）に取り壊し完了。
新庁舎の起工式は2010年7月8日（なはの日）に行われ、2012年12月18日に完成・引き渡し、同年12月22日に新庁舎落成式が行われた。新庁舎は地上12階、地下2階建てで、仮庁舎のほか、教育委員会、銘苅庁舎の部局も移転し、総合庁舎としての役割となる。新庁舎の完成に伴い、仮庁舎は同年12月28日で業務を終え、年末年始閉庁の期間を利用し移転作業を行い、2013年1月4日から新庁舎での業務を開始した（移転作業の関係上、教育委員会は1月7日、銘苅庁舎にあった部局は1月15日から新庁舎での業務を開始した）。

## 沿革
- 1945年2月15日 真和志村（後に那覇市に編入）の安里八幡宮近くの民家に移転。
- 1945年6月 米軍により占拠され、市役所機能は停止。
- 1945年11月 壺屋の民家に事務所を設置（戦後初の那覇市役所庁舎）。
- 1947年 牧志公設市場敷地内に移転。
- 1948年 旧開南中学校（現那覇市立開南小学校）敷地内に移転。
- 1949年 旧グランドオリオンホテル敷地内に移転。
- 1953年 天妃小学校敷地内に移転。
- 1965年9月 （旧）市役所本庁舎が完成。天妃小学校旧校舎より市役所機能を移転。
- 1966年8月 首里支所庁舎が完成。
- 1968年12月 真和志支所庁舎が完成。
- 1974年3月 小禄支所庁舎が完成。
- 1986年2月 （旧）市役所本庁舎の老朽化により新庁舎の建設に向けての検討委員会を設置。
- 1992年3月 （旧）市役所本庁舎立体駐車場が完成。
- 2003年5月 銘苅庁舎が完成。
- 2009年9月18日 （旧）本庁舎閉庁式が行われ、44年の歴史に幕を閉じる。
- 2009年9月24日 仮庁舎（上之屋地区 おもろまちメディカルセンター向かい）での業務スタート。それに合わせ、那覇バスの系統10番牧志新都心線が平日開庁時間帯のみ仮庁舎正面玄関付近に設置のバス停（那覇市役所仮庁舎バス停）まで乗り入れ開始（2012年12月28日の仮庁舎業務終了と同時に仮庁舎乗り入れは終了）。
- 2012年12月18日 （現）本庁舎竣工（22日に落成式が行われた）。
- 2012年12月23日 （現）本庁舎地下有料駐車場（民間事業者への委託管理）オープン（2012年12月25日～2013年1月3日までは移転作業の為、一般利用は不可）。原則24時間運用となり、平日業務時間内は市役所に用務がある方のみ利用可。業務時間外や閉庁日は一般市民の駐車場利用は可能。
- 2012年12月28日 仮庁舎での業務終了。
- 2013年1月4日 （現）本庁舎での業務開始（仮庁舎部局のみ。教育委員会は7日、銘苅庁舎にあった部局は15日からそれぞれ現庁舎での業務を開始した）。

## 組織
- 市長事務部局
  - 総務部 - 7課
  - 企画財務部 - 6課
  - 都市みらい部 - 5課
  - まちなみ共創部 - 5課
  - 市民文化部 - 5課
  - 経済観光部 - 3課
  - 環境部 - 4課
  - 福祉部 - 7課
  - 健康部 - 5課（那覇市保健所を含む）
  - こどもみらい部 - 5課
  - 会計管理者
- 市議会事務局 - 3課
- 消防局 - 5課・中央消防署・西消防署
- 上下水道局
  - 上下水道部 - 7課
- 教育委員会
  - 生涯学習部 - 6課
  - 学校教育部 - 5課
  - 教育研究所
- 選挙管理委員会 - 事務局
- 監査委員会 - 事務局
- 公平委員会 - 事務局
- 農業委員会 - 事務局
- 固定資産評価審査委員会 - 事務局

## 本庁舎
- 市長事務部局
- 各行政委員会
- 琉球銀行那覇市役所内出張所
- 売店
- 県内金融機関ATM
- 市職員労働組合

### アクセス
〒900-8585 沖縄県那覇市泉崎1丁目1番1号
路線バス
- 那覇バスターミナル下車、徒歩5分
- 県庁北口バス停・県庁南口バス停下車、徒歩1分
- 県庁前バス停下車、徒歩3分

ゆいレール（沖縄都市モノレール線）
- 県庁前駅下車、徒歩3分
- 旭橋駅下車、徒歩5分

### 周辺施設
- 沖縄県庁舎
- パレットくもじ
- 那覇バスターミナル

交通
- 沖縄県道39号線
- 沖縄県道42号線
- 国際通り
- 県庁前交差点

## 仮庁舎
- 〒900-0004 那覇市上之屋1丁目2番1号（平成24年12月28日をもって業務終了）

アクセス
- 路線バス
  - 那覇バス10番 牧志新都心線　那覇市役所仮庁舎前 下車すぐ
- ゆいレール
  - おもろまち駅下車徒歩18分（おもろまち駅前広場から上記の牧志新都心線に乗車する事もできる）

## 新都心銘苅庁舎
- 〒900-0004
- 住所：那覇市銘苅2丁目3番1号

アクセス
- 路線バス
  - 新都心地区内 - 「銘苅庁舎前」バス停下車1分
  - 環状2号側 - 「古島」バス停下車7分
  - 国道330号側 - 「興南高校前」、「真嘉比」バス停下車10分
- ゆいレール
  - 古島駅下車10分

### 庁舎
- 都市計画課
- 都市デザイン室
- 建築指導課
- 契約検査室
- 市街地整備課
- 入札室
- 都市施設管理センター（建設企画課・道路管理室・公園管理室・市営住宅室）
- 環境政策課
- ゼロエミッション推進室
- 環境保全課
- 経営企画室統計G
- 建設管理部長室
- 道路建設課
- 花とみどり課
- 建築工事課

- 職員研修所
- 地域包括支援センター（ちゃーがんじゅう課）
- 商工振興課
- 労働農水課
- 那覇市選挙管理委員会事務局
- 農業委員会
- 雇用対策室
- IT会議室
- 保健室
- 市民サービスセンター
- 那覇市文化協会
- なは女性センター
- 市民広場
- 売店
- 駐車場（35台）

## 支所
- 首里支所 - 那覇市首里当蔵町2-10
- 真和志支所 - 那覇市寄宮2-32-1 
老朽化のため2024年（令和6年）9月末で閉庁し、2028年に市民会館跡地に建設される「新真和志支所複合施設（仮称）」に機能を移転する予定[4]。
- 小禄支所 - 那覇市字宇栄原1035

(2023年度に同地にて新庁舎建替え。市消防局の小禄南出張所と同一の建物)  